# ScratchJr

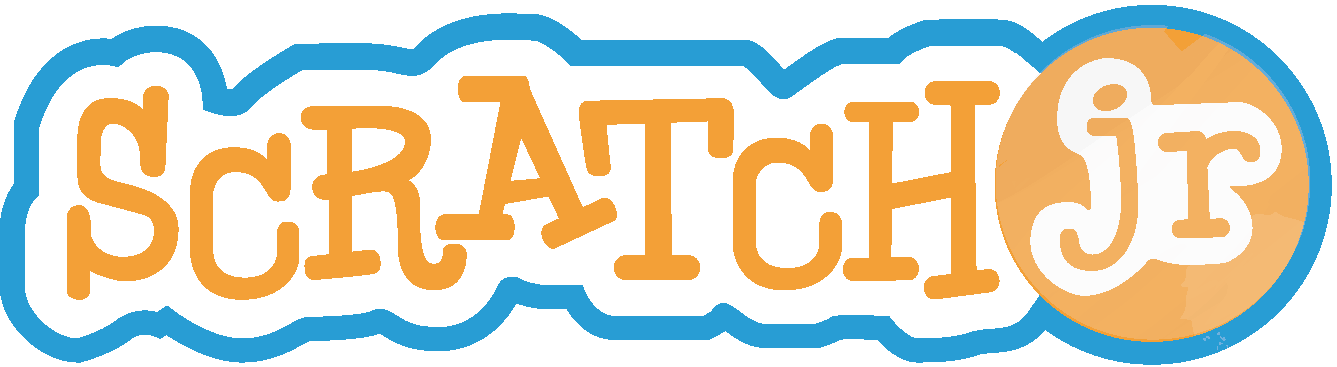
Logo của ScratchJr.

ScratchJr là ngôn ngữ lập trình trực quan được thiết kế để giới thiệu các kỹ năng mã hóa cho trẻ em ở độ tuổi từ 5 tới 7 tuổi. Bằng cách tạo các dự án trong ScratchJr, trẻ nhỏ có thể học cách suy nghĩ sáng tạo và suy luận một cách có hệ thống, mặc dù không thể đọc được. Nó có sẵn dưới dạng một ứng dụng miễn phí cho iOS, Android và Chromebook.
ScratchJr là một dẫn xuất của ngôn ngữ lập trình Scratch, được sử dụng bởi hơn 10 triệu người trên toàn thế giới. Mã hóa trong Scratch yêu cầu các kỹ năng đọc cơ bản, tuy nhiên, vì vậy những người sáng tạo thấy cần một ngôn ngữ khác sẽ cung cấp một cách đơn giản để học mã hóa ở độ tuổi trẻ hơn và không cần đọc.